# Ida Stipčić Jakšić
Ida Stipčić Jakšić, hrvatska modna dizajnerica, rođena 1959. godine u Splitu. Završila Školu primijenjenih umjetnosti u Splitu i dvije godine Akademije primijenjenih umjetnosti u Beogradu, odjel tekstila.

Od 1973., sudjeluje sa svojim radovima na brojnim samostalnim i zajedničkim izložbama, te projektima u Splitu, Zagrebu, Zadru, Puli, Opatiji, Dubrovniku, New Yorku.

Dobila je nagradu Grand prix „Golden line“ 1993. godine na „Fashion Newsu“ u Opatiji.

Sredinom osamdesetih godina počela je surađivati s Josipom Lisac, suradnja je nastavljena do današnjeg dana u vidu izrade odjeće i modnih dodataka za njene scenske nastupe. Njezin rad prepoznatljiv je u korištenju nesvakidašnjih materijala u svrhu modnog izričaja.

Najznačajnije predstavljanje publici bila je autorska revija „Odića mojega krša“ 1996. godine na otoku Braču. Originalnosti tog događaja su neuobičajeni materijali predstavljenih modela - odjeće od brnistre, lavande, kadulje i kapra.

Veliki uspjeh postigla je na reviji „Hrvatska jesen“ u Splitu kada se predstavila s novim materijalom silikonskim kitom, do sada neupotrebljavanim u modi.

Živeći na Braču rodila se ideja kamene haljine, predstavljene na modnoj reviji „Cro Fashion“ u New Yorku.

1997. godine dobiva nagradu ¨Diatusa¨ za tehničko tehnološka unapređenja oslikavanjem „Renault 4 u jeans-u“ 

2005. godine dobiva nagradu: „Posebna nagrada za projekt suvenira“

Zadnjih desetak godina izrađuje nakit spajanjem srebra i poludragog kamena.

Ida Stipčić Jakšić živi i stvara u Donjem Humcu na otoku Braču, a svoje radove izlaže u dvije obiteljske galerije pod nazivom "Jakšić galerija" te diljem Hrvatske. Prva "Jakšić galerija" otvorena je 2008. godine u Donjem Humcu na otoku Braču, a druga 2014. u Splitu na adresi Bribirska 10.

### Samostalne izložbe
- 1977. - Galerija „Nije važno“, Split - izložba nakita od keramike
- 1984. - Galerija „Alfa“, Split - „Oda trapericama“
- 1988. - Izložbeni prostor, Nerežišća - „Ida“
- 2000. - Etnografski muzej, Split - „Boršin A.D.2000.“
- 2000. - Galerija „Capra“, Supetar - „Boršin A.D.2000.“
- 2009. - Muzej za umjetnost i obrt, Zagreb - velika retrospektivna izložba
- 2012. - Muzej grada Splita, Split - izložba nakita pod nazivom „Pljačka“

### Zajedničke izložbe
- 1973. - Narodno sveučilište „Đuro Salaj“, Split - „Tapiserija i keramika“
- 1973. - Tribina mladih, Split - izložba dječjih radova „Žena i majka na radu“
- 1974. - Tribina mladih, Split - „Batik i grafika na tekstilu“
- 1992. - Galerija Samostana Gospe od zdravlja, Split - „Ludi šeširđija“
- 1993. - Etnografski muzej, Split - „Kapelin i boršica“

### Samostalni projekti
- 1994. – Klub „The Best“, Zagreb - autorska revija sa šest kolekcija: mriža, koža, jeans, vez, rock i Josipa Lisac
- 1996. - Pjaca u Donjem Humcu na Braču, u sklopu „Međunarodnog simpozija skulpture“, autorska revija „Odića mojega krša“
- 1997. - Riva u Supetru pod pokroviteljstvom općine Supetar, autorska revija „I more se k meni penje...“

### Zajednički projekti
- 1992. - revija „Diva“, Split – kolekcija „Žena u mriži“
- 1993.

- HNK, Split - modna revija „Minuta šutnje“

- Hotel „Marjan“, Split - revija „Proljetne kreacije“, kolekcija „Od jutra do mraka»

- Modni događaj, Split - „Jeans na pazaru“, kolekcija „Jeans“

- ex Muzej revolucije, Split - revija „Jeans“, kolekcija „Jeans i koža“

- „Gavella“, Zagreb - „Minuta šutnje i a poslije“

- Hotel „Intercontinental“, Zagreb - „Minuta šutnje i a poslije“

- Grand hotel „Adriatic“, Opatija - revija „Fashion News“, kolekcija „Jeans i koža“
- 1994.

- Hotel „Marjan“, Split - kolekcija „Modni detalji“

- Hotel „Adriatic“, Opatija - revija „Fashion News“, kolekcija „Modni detalji“

- bazeni Poljud, Split - kolekcija „Mriža“

- klub „Rokatanski“, Zadar - kompletno predstavljanje sa šest kolekcija
- 1995.

- ACI Marina, Split - revija „Valentinovo“,  kolekcija „Zaljubljeni“

- Hotel „Marjan“, Split - revija „Proljeće“, kolekcija „Zajedno“

- Hotel „Marjan“, Split - revija „Jesen“, kolekcija „Kombinacije prozirnog“
- 1996.

- „Banovina“, Split - revija „Hrvatsko proljeće“, kolekcija „Prošlost u sadašnjosti“

- Dubrovnik - kolekcija „Prošlost u sadašnjosti“ i „Jeans“

- Ljubuški - kompletno predstavljanje s nekoliko kolekcija 

- „Pula 3000“, Pula - kolekcija „Prošlost u sadašnjosti“

- „Biblioteka“, Zagreb - „Dani hrvatske mode“ - kolekcija „Izgradi svoju odjeću“, odjeća od silikonskog kita

- Muzej „Hrvatskih arheoloških spomenika“, Split - kolekcija „Avangarda i njena posljedica“ 
- 1997.

- „Banovina“, Split - revija „Hrvatsko proljeće“, kolekcija „Avangarda i njena posljedica“

- Mostar, „Nova“, kolekcija „Avangarda i njena posljedica“
- 1998.

- Peristil, Split - revija „Carska noć“, kolekcija „Silikonske skulpture“ i „Silikonski vikleri“

- Podrumi, Split - revija „Izbor za miss“, kolekcija „Večernje haljine“
- 1999.- Peristil, Split - revija „Carska noć“, kolekcija „Noćni izlaz“
- 2005.

- Supetar, obrtnička fešta, kolekcije ekskluzivnih modela „Od jeansa do kože“ te kolekcija „Obrtnici na Braču“ ribari i klesari

- Bol, revija „Modna gušterica“, performans „Prirodna i neprirodna ljepota“, materijal morsko žalo i silikon

- Mostar, kolekcija „BOL što mi učini silikon»
- 2010. - New York - galerija „MC Manhattan“ - CRO FASHION ,kolekcija BRAČ JE KAMEN - predstavljene su tri haljine od kamena.
- 2011. - New York - galerija „MC Manhattan“ - CRO FASHION 2, kolekcija SILIKONSKA ČIPKA, predstavljene su dvije haljine od silikona

### Nagrade
- 1994. Grand prix Golden line.

- Hotel „Adriatic“, Opatija - revija „Fashion News“, kolekcija „Modni detalji“
- 1997. nagrada ¨Diatusa¨ za tehničko tehnološka unapređenja oslikavanjem „Renault 4 u jeans-u“
- 2005. „Posebna nagrada za projekt suvenira“